# Championnat des îles Féroé de football 2024
Navigation
Betrideildin 2023 Betrideildin 2025
La saison 2024 de Betrideildin est la quatre-vingt-deuxième édition de la première division féroïenne. Pour des raisons de sponsoring, le championnat s'appelle la Betrideildin à la suite du parrainage de la Betri Banki.
Les dix clubs participants au championnat sont confrontés à trois reprises aux neuf autres, soit un total de 27 matchs. Le tenant du titre est le KÍ Klaksvík.
En fin de saison, les deux derniers du classement sont relégués et remplacés par les meilleurs clubs de 1. deild, la deuxième division féroïenne.

## Qualifications européennes
Le championnat ouvre l'accès à trois places européennes :
- le champion est qualifié pour le premier tour de qualification de la Ligue des champions 2025-2026.
- le deuxième et le troisième sont qualifiés pour le premier tour de qualification de la Ligue Conférence 2025-2026.

Le vainqueur de la Coupe des îles Féroé est qualifié pour le deuxième tour de qualification de la Ligue Conférence 2025-2026. S'il est déjà qualifié pour cette compétition via la Betrideildin, le championnat offre une place européenne supplémentaire.

## Compétition
Le classement est établi sur le barème de points classique (victoire à 3 points, match nul à 1, défaite à 0).
Pour départager les égalités, on tient d'abord compte de la différence de buts générale, puis du nombre de buts marqués, puis des confrontations directes et enfin si la qualification ou la relégation est en jeu, les deux équipes jouent une rencontre d'appui sur terrain neutre.

### Classement
| \| Rang \| Équipe \| Pts \| J \| G \| N \| P \| Bp \| Bc \| Diff \| \| ---- \| --------------- \| --- \| -- \| -- \| - \| -- \| -- \| -- \| ---- \| \| 1 \| Víkingur Gøta \| 73 \| 27 \| 24 \| 1 \| 2 \| 79 \| 14 \| +65 \| \| 2 \| KÍ Klaksvík T \| 67 \| 27 \| 22 \| 1 \| 4 \| 58 \| 24 \| +34 \| \| 3 \| HB Tórshavn C S \| 59 \| 27 \| 19 \| 2 \| 6 \| 55 \| 23 \| +32 \| \| 4 \| NSÍ Runavík P \| 41 \| 27 \| 13 \| 3 \| 11 \| 54 \| 43 \| +11 \| \| 5 \| B36 Tórshavn \| 41 \| 27 \| 11 \| 8 \| 8 \| 56 \| 42 \| +14 \| \| 6 \| 07 Vestur \| 30 \| 27 \| 9 \| 3 \| 15 \| 34 \| 60 \| -26 \| \| 7 \| EB/Streymur \| 28 \| 27 \| 9 \| 1 \| 17 \| 35 \| 49 \| -14 \| \| 8 \| B68 Toftir \| 21 \| 27 \| 5 \| 6 \| 16 \| 23 \| 48 \| -25 \| \| 9 \| Skála ÍF P \| 20 \| 27 \| 5 \| 5 \| 17 \| 27 \| 57 \| -30 \| \| 10 \| ÍF Fuglafjørður \| 7 \| 27 \| 1 \| 4 \| 22 \| 24 \| 85 \| -61 \| | Qualifications européennes Ligue des champions 2025-2026 - 1er : premier tour de qualification Ligue Conférence 2025-2026 - C : deuxième tour de qualification - 2e et 4e : premier tour de qualification Relégation - 9e et 10e : relégation en deuxième division Abréviations - T : Tenant du titre - C : Vainqueur de la Coupe des îles Féroé 2024 - S : Vainqueur de la Supercoupe des îles Féroé 2024 - P : Promus de 1. deild 2023 |     |    |    |   |    |    |    |      |
| Rang | Équipe | Pts | J  | G  | N | P  | Bp | Bc | Diff |
| 1 | Víkingur Gøta | 73  | 27 | 24 | 1 | 2  | 79 | 14 | +65  |
| 2 | KÍ Klaksvík T | 67  | 27 | 22 | 1 | 4  | 58 | 24 | +34  |
| 3 | HB Tórshavn C S | 59  | 27 | 19 | 2 | 6  | 55 | 23 | +32  |
| 4 | NSÍ Runavík P | 41  | 27 | 13 | 3 | 11 | 54 | 43 | +11  |
| 5 | B36 Tórshavn | 41  | 27 | 11 | 8 | 8  | 56 | 42 | +14  |
| 6 | 07 Vestur | 30  | 27 | 9  | 3 | 15 | 34 | 60 | -26  |
| 7 | EB/Streymur | 28  | 27 | 9  | 1 | 17 | 35 | 49 | -14  |
| 8 | B68 Toftir | 21  | 27 | 5  | 6 | 16 | 23 | 48 | -25  |
| 9 | Skála ÍF P | 20  | 27 | 5  | 5 | 17 | 27 | 57 | -30  |
| 10 | ÍF Fuglafjørður | 7   | 27 | 1  | 4 | 22 | 24 | 85 | -61  |

Le HB Tórshavn, troisième du championnat a remporté la Coupe nationale. La place qualificative pour la Ligue Conférence 2025-2026 offerte par le championnat échoit donc au NSÍ Runavík, quatrième de celui-ci.

## Bilan de la saison
| Championnat des îles Féroé de football 2024    |                          |
| Champion                                       | Víkingur Gøta (3e titre) |
| Coupes et trophées                             |                          |
| Vainqueur de la Coupe des îles Féroé 2024      | HB Tórshavn              |
| Vainqueur de la Supercoupe des îles Féroé 2024 | HB Tórshavn              |
| Qualifications continentales                   |                          |
| Ligue des champions de l'UEFA 2025-2026        | Víkingur Gøta            |
| Ligue Conférence 2025-2026                     | KÍ Klaksvík              |
| Ligue Conférence 2025-2026                     | HB Tórshavn              |
| Ligue Conférence 2025-2026                     | NSÍ Runavík              |
| Promotions et relégations                      |                          |
| Promus en Betrideildin                         | FC Suðuroy               |
| Promus en Betrideildin                         | TB Tvøroyri              |
| Relégués en 1. deild                           | Skála ÍF                 |
| Relégués en 1. deild                           | ÍF Fuglafjørður          |